# Dean-Charles Chapman
Dean-Charles Chapman, né le 7 septembre 1997 à Romford, est un acteur britannique.
Il est principalement connu pour avoir interprété le rôle de Billy Elliot dans la comédie musicale Billy Elliot, the Musical, celui de Tommen Baratheon dans la série Game of Thrones ainsi que celui de Tom Blake dans le film 1917 de Sam Mendes.

## Biographie
Dean-Charles Chapman est né à Romford (dans le comté du Grand Londres), mais a grandi à proximité dans l'Essex.
Il débute en tant qu'enfant mannequin et acteur dès l'âge de quatre ans.

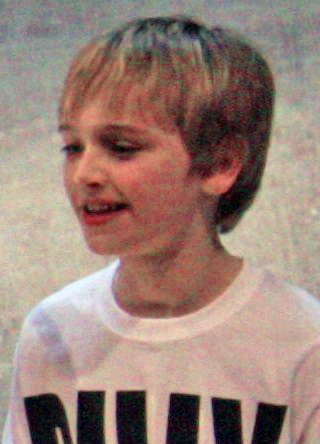
Dean-Charles Chapman en 2010, sur la scène de Billy Elliot, the Musical.

À l'âge de huit ans, il est choisi pour jouer dans la comédie musicale Billy Elliot, the Musical, d'abord comme rôle secondaire, puis pour le rôle de Michael et enfin celui du personnage principal, devenant le deuxième acteur le plus ancien de la production. Il y croise notamment Tom Holland, qui joue avec lui, et a l'occasion de rencontrer le Premier ministre britannique Gordon Brown avec plusieurs autres jeunes acteurs de la pièce.
Peu de temps après avoir quitté Billy Elliot, the Musical, il choisit pour interpréter le rôle principal dans la sitcom de CBBC The Revolting World of Stanley Brown, aux côtés de Nell Williams avec qui il jouera ensuite dans Game of Thrones et Music of My Life. La série dure une saison. Il fait ses débuts au cinéma dans le film Avant d'aller dormir en 2014, aux côtés de Nicole Kidman et Colin Firth.
Après avoir joué le rôle mineur de Martyn Lannister dans la troisième saison de Game of Thrones, il remplace Callum Wharry dans le rôle de Tommen Baratheon, le jeune roi de Westeros pour les quatrième, cinquième et sixième saisons de la série, ce qui le fait connaître du grand public. Avec les autres acteurs de la série, il est nommé aux Screen Actors Guild Awards. Il devient ami avec Isaac Hempstead-Wright, qui joue le rôle Brandon Stark dans la série.
En 2018, il interprète le rôle de Castor dans la série d'AMC Into the Badlands pendant sept épisodes, puis obtient un second rôle dans le film Music of My Life. Il joue ensuite dans le film Le Roi, de David Michôd, où il interprète Thomas de Lancastre, aux côtés de Timothée Chalamet, Joel Edgerton, Robert Pattinson, Sean Harris et Lily-Rose Depp.
En 2019, il est choisi, aux côtés de George MacKay, pour interpréter l'un des deux protagonistes du film de guerre réalisé par Sam Mendes, 1917. Le film reçoit dix nominations aux Oscars, et en remporte trois.
Par la suite, il joue le rôle principal de Matthew dans le drame d'Eoin Macken Here Are the Young Men, aux côtés de Finn Cole, Anya Taylor-Joy et Ferdia Walsh-Peelo.

## Filmographie

### Cinéma
- 2014 : Avant d'aller dormir (Before I Go to Sleep), de Rowan Joffé : Adam Lucas
- 2015 : Man Up, de Ben Palmer : Harry
- 2017 : Breathe, d'Andy Serkis : Jonathan Cavendish
- 2018 : The Passenger (The Commuter), de Jaume Collet-Serra : Danny McCauley
- 2019 : Music of My Life (Blinded by the Light), de Gurinder Chadha : Matt
- 2019 : Le Roi (The King), de David Michôd : Thomas de Lancastre
- 2019 : 1917, de Sam Mendes : caporal suppléant Thomas Blake
- 2020 : Here Are the Young Men, de Eoin Macken : Matthew Connolly
- 2025 : Ozi, la voix de la forêt de Tim Harper : Chance (voix)
- À venir : Catherine, Called Birdy, de Lena Dunham : Robert

### Télévision
- 2007 : Casualty : William Mulhern (1 épisode)
- 2012 : Cuckoo : Charlie (1 épisode)
- 2012 : The Revolting World of Stanley Brown : Stanley Brown (13 épisodes)
- 2013 : The White Queen : Richard Grey (4 épisodes)
- 2013 : Game of Thrones : Martyn Lannister (2 épisodes)
- 2014 : Glue : Chris Pollard (2 épisodes)
- 2014-2016 : Game of Thrones : Tommen Baratheon (16 épisodes)
- 2015 : Ripper Street : Harry Ward (1 épisode)
- 2015 : Fungus the Bogeyman : Dean (3 épisodes)
- 2017 : Will : Billy Cooper (3 épisodes)
- 2018 : Into the Badlands : Castor (première partie de la saison 3, 7 épisodes)
- 2024 : The Acolyte : Maître Torbin
- 2025 : Too Much : Gaz

### Scène
- 2005-2006 : Billy Elliot, the Musical : petit garçon
- 2008-2009 : Billy Elliot, the Musical : Michael
- 2009-2011 : Billy Elliot, the Musical : Billy Elliot

## Distinctions

### Récompenses
- 2020 : CinEuphoria Awards : Merit - Honorary Award pour Game of Thrones

### Nominations
- 2017 : Screen Actors Guild Award de la meilleure distribution pour une série télévisée dramatique pour Game of Thrones
- 2020 : CinEuphoria Awards : Best Ensemble - International Competition  pour Le Roi
- 2020 : London Film Critics Circle Awards 2019 : Young British/Irish Performer of the Year pour 1917, Le Roi et Music of My Life